# Sara Penton
Sara Marie Penton, född 15 november 1988 i Stockholm, är en svensk tidigare professionell tävlingscyklist, som har tävlat för det brittiska UCI-stallet Drops-Le Col supported by TEMPUR och sin svenska klubb Stockholm CK.
Sara Penton spelade fotboll som ung men tvingades att sluta på grund av skador.
Penton ställde upp i sin första cykeltävling år 2013 och vann sitt första SM-guld under de svenska mästerskapen i landsvägscykling i juni 2017, när linjeloppet avgjordes i småländska Burseryd. 
Hon representerade det svenska landslaget vid världsmästerskapen i landsvägscykling i Doha 2016. Detta var hennes första VM, där hon slutade på en 55:e plats efter att ha gått genom TV-rutan när hon arbetade hårt för det svenska laget under stora delar av loppet. Hon har representerat Sverige vid totalt fyra världsmästerskap. 
Hon har deltagit i många stora tävlingar runt om i världen, bland annat Ronde van Vlaanderen, Giro Rosa, Energiewacht Tour, Thüringen Rundfahrt, Tour of Norway, Crescent Women's WorldTour Vårgårda och Lotto Belgium Tour. Som främst har hon slutat 6:a i en etapp av Energiewacht Tour, där hon även bar tröjan för mest offensiva cyklist under två etapper. Främsta internationella merit är en 8:e plats i den tredje etappen av The Women's Tour i Storbritannien 2017. Det var hennes första topp 10-placering i UCI Women's WorldTour-sammanhang.
Penton avslutade cykelkarriären i december 2021.